# ميغان كرين
ميغان كرين (بالإنجليزية: Megan Crane)‏ (1973، هيوستن في الولايات المتحدة)؛ روائية أمريكية.